# I Sway ((G)I-dle)
I Sway è il decimo (settimo in lingua coreana) EP del girl group sudcoreano (G)I-dle, pubblicato l'8 luglio 2024.

## Tracce
1. Klaxon (클락션) – 2:55
2. Last Forever – 2:25
3. Bloom – 3:14
4. Neverland – 2:45